# 蘇宣化
蘇宣化，顺天府大兴县（今北京市）人。清朝政治人物。
顺治十六年（1659年）已亥科第二甲第5名进士，改庶吉士，授翰林院编修，国子监司业，官至詹事府少詹事。